# Friedrich und Friederike
Friedrich und Friederike oder Ist das schon die Liebe? ist ein 1983 entstandenes Kinder- und Jugendbuch. Es wurde von Max von der Grün geschrieben.

## Inhalt

### Allgemeines
Das Werk ist eine Sammlung von neun Kurzgeschichten, die beispielhaft ein Jahr im Leben
der pubertierenden Arbeiterkinder Friedrich „Fritz“ Lodemann und Friederike „Rieke“ Meisters schildern. Die beiden sind von Kindesbeinen an miteinander befreundet, entdecken aber, dass sie nun mehr füreinander empfinden als bloße Kameradschaft, was sich teilweise erschwerend auf ihre Freundschaft auswirkt.
Beide leben in einer von Reihenhäusern durchzogenen Arbeitersiedlung am Rand von Dortmund. Friedrichs Vater arbeitet im Schichtdienst in einem Stahlwerk, während seine Mutter als Kassiererin in einem Lebensmittelgeschäft tätig ist. Friederikes Vater nennt eine Malerfirma sein Eigen, während ihre Mutter Hausfrau ist.
Beide Elternteile sind miteinander ebenfalls befreundet und besitzen zudem benachbarte Parzellengrundstücke in einer Kleingartenanlage. In den Lauben verbringen Fritz und Rieke einen Großteil ihrer Zeit.

### Die Erzählungen
- Das Bad

Friedrich und Friederike brechen zu einem Angelausflug auf einem gefrorenen See auf. Hierbei bricht Rieke jedoch ins Eis ein. Fritz’ nachfolgende Versuche, ihre nassen Sachen zu trocknen, gestalten sich schwierig, da er ein wenig zu anzüglich vorgeht. Und sie bleiben nicht unbeobachtet.
- Die schöne Unbekannte

Zur Karnevalszeit begegnet Friedrich während einer Faschingsparty einem als Haremsdame kostümierten Mädchen, in das er sich umgehend verliebt. Er macht ihr den Hof und verreißt dabei Friederike ein wenig. Was er aber nicht weiß: unter der Maskerade steckt Rieke.
- Tagesausflug

Bei einem Schulausflug sondert sich Friederike von der Klasse ab und bleibt schließlich mit verstauchtem Knöchel mitten im Wald zurück. Als ihr Fehlen später bemerkt wird, müssen Fritz und sein Klassenlehrer notgedrungen losziehen, um sie zu suchen.
- Die Nachtwache

In der Laubenkolonie, wo auch Fritz und Riekes Eltern ihre Kleingärten haben, gehen Einbrecher um. Um diesen aufzulauern und bei Gelegenheit das Handwerk zu legen, übernachten beide heimlich in den Gartenhäuschen. Bald jedoch tauchen die Diebe tatsächlich auf und Fritz und Rieke identifizieren einen als Parzellennachbarn.
- Das Wahrzeichen

Fortsetzung der Geschehnisse aus „Die Nachtwache“. Friedrich und Friederike beschließen, ihren kriminellen Laubennachbarn zu brandmarken. Dazu pinseln beide in einer Nacht-und-Nebel-Aktion dessen Namen auf einen baufälligen Wasserturm. Ein ebenso gefährliches wie schmuddeliges Unternehmen.
- Die Reifenpanne

Bei einem Fahrradausflug zu einer Badestelle bleibt Riekes Rad wegen eines Lochs im Reifen liegen. Während Friedrich den Schaden repariert, geht Friederike träumend im Wald spazieren. Fritz kettet daraufhin ihr Rad an einen Baum. Das hat Folgen, denn Rieke kann ihr Rad auf unkonventionelle Art befreien und verlangt von Fritz nun eine ähnliche Aktion.
- Baustelle

Friedrich weiß nach einem Berufs-Informationstag an der Schule, was er später einmal machen wird: er will Kranführer werden. Zu diesem Zweck geht er auf eine Baustelle, schaut dem Bediener eines solchen Baugerätes über die Schulter und darf das Gerät auch einmal bedienen. Als er mit stolzgeschwellter Brust Rieke davon erzählt, überredet diese ihn, sie mit dem Kran hochzuziehen. Alles läuft problemlos, bis der Strom ausfällt …
- Unverhoffter Reichtum

Beim Spaziergang durch Wald und Flur entdecken Friedrich und Friederike einen Mann, welcher ein Paket versteckt. Sie holen es aus dem Versteck und entdecken einen Karton mit mehreren zehntausend D-Mark. Der Beschluss, es mitzunehmen, endet in Träumen von Reichtum und zwei aufgeteilten Geldhaufen. Doch in diesem Moment kommt Fritz’ Vater hinzu …
- Die Straßensperre

Nach Baumaßnahmen in der Siedlung werden die Straßensperrungen wieder aufgehoben. Friedrich und Friederike wollen den autofreien- und daher ruhigen Zustand allerdings noch ein wenig aufrechterhalten und bauen daher heimlich die Barrikaden wieder auf. Zunächst läuft auch alles gut, doch dann müssen beide feststellen, dass die Sperrung auch Nachteile hat. Speziell für ihre Eltern.

## Rezension
Max von der Grün bleibt auch mit Friedrich und Friederike seinem Stil der Literatur über die Arbeiterklasse im Nachkriegsdeutschland treu. Das Werk kann als Weiterführung, im gewissen Sinne sogar als Fortsetzung seiner Erzählung Vorstadtkrokodile angesehen werden.
Beispielhaft dienen ihm hier die beiden jugendlichen Hauptfiguren, die man innerhalb der Kurzgeschichten knapp ein Jahr lang begleitet und so Teil von deren Leben wird. Dabei macht die aufkeimende Liebe zwischen Friedrich und Friederike als roter Faden zwischen allen Geschichten einen wichtigen Teil des Buches aus. Die einfühlsame Erzählweise geht Max von der Grün leicht von der Hand und ist speziell für Leseanfänger gut nachvollziehbar. Aufgrund der Tangierung mit Themen wie erste Liebe, Freundschaft und Pubertät ist es besonders für Rezipienten in der gleichen Altersgruppe bestens geeignet.
Auf der anderen Seite ist das Buch aber auch ein zeitgeschichtliches Konglomerat. Anhand der beiden Arbeiterkinder Friedrich und Friederike und ihres Umfeldes erlebt der Leser den Zeitkolorit und das Lebensgefühl der Menschen im Ruhrpott der 1970er und 1980er Jahre mit allen Höhen und Tiefen. Besonders zu der Mitte der 1980er Jahre beginnenden Rezession in der deutschen Wirtschaft (welche vor allem den Buchschauplatz des kohlereichen Ruhrgebietes traf) gibt es im Buch viele Querverweise, für die beispielhaft die Karrieren der Väter der Hauptfiguren dienen.

## Verfilmung
1987 wurde das Jugendbuch durch den WDR zur neunteiligen Miniserie Friedrich und Friederike verfilmt. Als Darsteller fungierten neben einigen aus dem rheinländischen Raum bekannten Schauspielern (u. a. Dieter Prochnow, Beate Abraham und Detlev Redinger) vornehmlich Laiendarsteller aus der näheren Umgebung des Ruhrgebietes.
Die Dreharbeiten fanden in der direkten und indirekten Umgebung von Dortmund, größtenteils in Lünen, statt.
Als Kulisse für die Wohnhäuser der Eltern dienten die Victoria-Siedlung und die Siedlung „Am Kanal“ in Lünen, wo ebenfalls die Szenen der Schule (hier die Bebelschule) stattfanden. In der Folge 'Reifenpanne' führt eine Radtour zum Schloss Cappenberg und dessen Gestüt am dortigen Schlossberg.
Die filmische Umsetzung hielt sich größtenteils an das Buch und die dortigen Dialoge. Teilweise wurden Passagen anders umgesetzt, Handlungsstränge zusammengefasst bis ganz gestrichen und neue, ergänzende Nebenfiguren hinzugefügt. Mit Katzenfund wurde sogar eine vom Buch unabhängige Episode gedreht. Das Gesamtwerk kann im Großen und Ganzen aber als nahe an der Vorlage betrachtet werden.
Die Erstausstrahlung im deutschen Fernsehen erfolgte 1988 im Vorabendprogramm der ARD, eine Zweitsendung im darauf folgenden Jahr. Seitdem ist die Serie nicht mehr gesendet worden. Seit März 2009 sind alle Folgen der Serie auf DVD im Handel erhältlich.